# Comunità dei trasporti dell'Europa sudorientale
La Comunità dei trasporti dell'Europa sudorientale è un'organizzazione intergovernativa costituita a seguito del vertice dei Balcani occidentali di Trieste del 12 luglio 2017; il trattato che l'ha istituita è stato firmato il 9 ottobre 2017. Fa parte delle iniziative avviate dal Processo di Berlino.
Prende il posto dell'Osservatorio sui trasporti dell'Europa sudorientale, organismo di cooperazione regionale istituito dal Memorandum d'intesa firmato l'11 giugno 2004 tra i governi dei sei stati balcanici (Albania, Bosnia ed Erzegovina, Croazia, Repubblica di Macedonia, Montenegro e Serbia), l'UNMIK e la Commissione europea.
L'obiettivo della comunità è lo sviluppo della rete dei trasporti tra l'Unione europea e gli stati dei Balcani occidentali nel campo delle strade, delle ferrovie, della navigazione interna e del trasporto marittimo, estendendo le regole, i principi e le politiche dell'Unione europea nell'ambito dei trasporti anche ai paesi dell'Europa sudorientale.
I membri della comunità sono l'Unione europea e i sei stati dei Balcani occidentali:
- Albania
- Bosnia ed Erzegovina
- Kosovo
- Macedonia del Nord
- Montenegro
- Serbia

L'accordo per stabilire la sede del Segretariato permanente dell'organizzazione a Belgrado è stato firmato il 31 gennaio 2019. La sede del Segretariato permanente è stata ufficialmente inaugurata il 13 settembre 2019.